# Списак споменика културе у Србији
Испод се налази табела споменика културе у Србији подељена по окрузима.
| Назив округа                     | Аутономна покрајина |
| -------------------------------- | ------------------- |
| Београд                          | —                   |
| Борски округ                     | —                   |
| Браничевски округ                | —                   |
| Јабланички округ                 | —                   |
| Јужнобачки округ                 | ВО                  |
| Јужнобачки округ - Град Нови Сад | ВО                  |
| Јужнобанатски округ              | ВО                  |
| Колубарски округ                 | —                   |
| Косовски округ                   | КМ                  |
| Косовско-Митровачки округ        | КМ                  |
| Косовско-Поморавски округ        | КМ                  |
| Мачвански округ                  | —                   |
| Моравички округ                  | —                   |
| Нишавски округ                   | —                   |
| Пчињски округ                    | —                   |
| Пећки округ                      | КМ                  |
| Пиротски округ                   | —                   |
| Подунавски округ                 | —                   |
| Поморавски округ                 | —                   |
| Призренски округ                 | КМ                  |
| Расински округ                   | —                   |
| Рашки округ                      | —                   |
| Севернобачки округ               | ВО                  |
| Севернобанатски округ            | ВО                  |
| Средњобанатски округ             | ВО                  |
| Сремски округ                    | ВО                  |
| Шумадијски округ                 | —                   |
| Топлички округ                   | —                   |
| Зајечарски округ                 | —                   |
| Западнобачки округ               | ВО                  |
| Златиборски округ                | —                   |